# Jacob Jensen (dansk politiker)
Jacob Stenholm Jensen, född 26 maj 1973 i Holbæk, Danmark, är er en politiker. Han har suttit i Folketinget sedan 2005, invald för Venstre i Kalundborgkretsen i Själlands storkrets. Han var andra vice ordförande för regionsrådet i Region Sjælland 2017-2022. Han är sedan 2022 livsmedels-, jordbruks- och fiskeminister.

## Bakgrund och arbete
Jensen tog studenten vid Stenhus gymnasium 1992, och tog 1998 cand.merc.jur.-examen i affärsjuridik från Copenhagen Business School. Efter examen började han arbete som ekonom hos A.P. Møller-Mærsk och var 2001–2002 utstationerad hos sällskapets avdelning i London. Han blev 2002 kontorschef för företaget i Köpenhamn.

## Politisk karriär
Han blev folketingskandidat för Venstre i Nykøbing Sjællandskretsen 2004, och valdes in vid Folketingsvalet 2005. Inför 2007 ställde han istället upp i Kalundborgkretsen och blev åter invald. Vid valet 2011 fick han närmare 10 000 personröster, vilket var tredje mest i Själlands storkrets. Jensen har under sin tid i Folketinget suttit i flera olika utskott, ibland som ordförande.
Jensen satt i styrelsen för vattenbruksföretag Musholm 2013-2019 och blev då kritiserad av Transparency International för hans arbete i miljöutskott om en lag som ger möjlighet till fler havsbruk, till fördel för bland annat Musholm.